# Nikon D3S
Pour les articles homonymes, voir Directeurs d'établissements sanitaires, sociaux et médico-sociaux, ou « D3S ».
D3 D4
Le Nikon D3s est un appareil photographique reflex numérique annoncé par Nikon le 14 octobre 2009. Il est le quatrième appareil photographique de la gamme Nikon à intégrer un capteur plein format (24 × 36 mm). Le "prix fabricant" était de 5.300 euros.

## Caractéristiques techniques
- Capteur : CMOS 36 × 23,9 mm 12,87 Mpx, format 3/2
- Définition maximale : 4 256 × 832
- Protection du boîtier : Tropicalisé
- Antipoussière : Oui
- Monture : objectifs Nikkor AF
- Live View : Oui
- Vidéo : 1 280 × 720 (24 im/s, 5 min maxi), 640 × 480 ou 320 × 240 (24 im/s, 20 min maxi)/M-Jpeg
- Sensibilité : Auto, 200 - 12 800 ISO (extensions à 100, 25 600, 51 200 et 102 400 ISO)
- Zones de mise au point : 51 ou 21 ou 9 (détection auto ou manuelle)
- Mise au point  : Automatique au déclenchement ou continue, suivi dynamique
- Modes d'exposition : Programmé avec décalage, priorité vitesse, priorité diaphragme, manuel
- Type de mesure : Matricielle 3D II sur 1005 zones, pondérée centrale, moyenne, ponctuelle, sur collimateur actif
- Compensation d’exposition : +/-5 IL par 0,3 ou 0,5 ou 1 IL
- Bracketing d’exposition : 2 à 9 vues (+/-3 IL par 0,3 ou 0,5 ou 0,66 ou 1 IL)
- Vitesse d'obturation : 1/8 000 à 30 s, synchro X : 1/250 s
- Mode rafale : 9 i/s avec suivi AF (xx Jpeg ou xx Raw 12 bits, xx vues Raw 14 bits), 11 i/s en recadrage DX (format APS-C) et sans suivi
- Balance des blancs : Auto, préréglée (6), manuelle (5), 2 500 à 10 000 K, bracketing
- Réglages divers : Mode Picture Control : couleur, contraste, luminosité, accentuation, teinte ; D-Lighting
- Prise flash : Griffe, prise synchro X
- Visée : Reflex optique, couverture 100 %, grossissement 0,7x, dégagement oculaire 18 mm
- Moniteur : LCD TFT 3 pouces, 920 000 pixels
- Formats de fichiers : Jpeg, Raw, Raw + Jpeg, Tiff, AVI
- Stockage : 2 × CompactFlash I/II, compatibilité UDMA
- Interfaces : High-Speed USB, vidéo (PAL/NTSC), HDMI 1.3a, micro stéréo, accessoire, flash, alimentation, IEEE 802.11b/g (opt.)
- Personnalisation : 4 configurations, 3 touches configurables
- Divers : Bracketing au flash, surimpression, compatibilité module GPS